# 吉楚椎柯山
吉楚椎柯（Jichu Drake）是不丹喜马拉雅山脉中的一座山，是卓木拉日的姊妹山。不同来源给出的高度分别为6714米、6789米、6797米、6970米或6989米。 吉楚椎柯是一座双峰山，较低的峰顶位于南侧。
吉楚椎柯是不丹帕罗及其周边地区的守护神。它也被称为Kungphu或Tserim Kang（或写作 Tsherim Kang）、Shumkang、Jichi Dak Keth（意为“麻雀岩的声音”）、Tseringegang 或 Tsheringme Gang（意为“长寿女神之雪”）。 
关于双峰起源，有一个当地的传说：吉楚椎柯曾在一位少女织布时戏弄她，结果少女用“塔姆”（一种用来拍打新一行纬线的木棒）敲了他的头，便形成了今天这座山的双峰。

## 登山历史

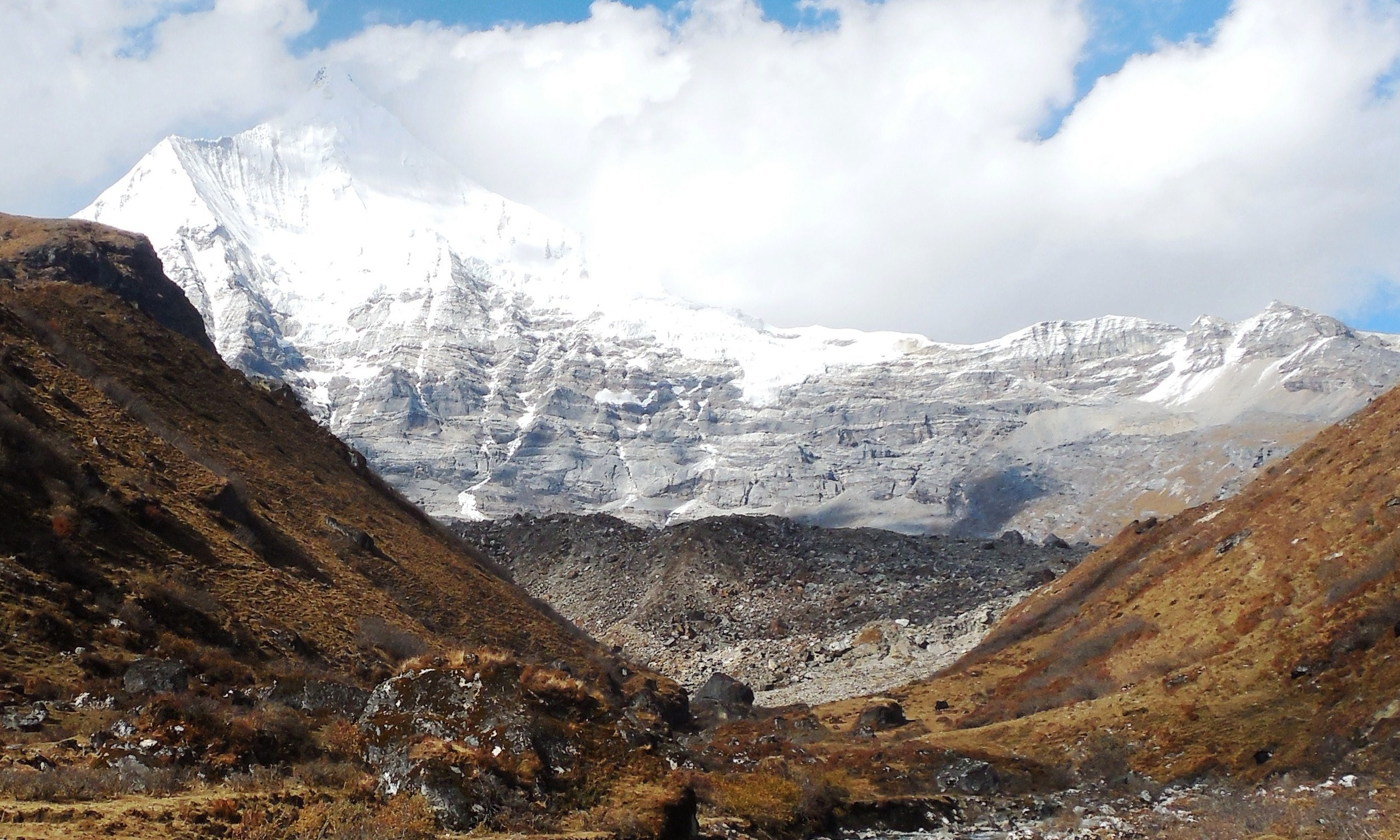
从 Jangothang 桥上看到的吉楚椎柯

南峰首次登顶是在1983年5月，由奥地利登山队的维尔纳·苏赫（Werner Sucher）、阿尔伯特·埃格尔（Albert Egger）、阿洛伊斯·斯图克勒（Alois Stuckler）、塞普·迈耶尔（Sepp Mayerl）和托尼·庞霍尔策（Toni Ponholzer）完成。更高的北峰则是在1988年5月由印度的沙鲁·普拉布（Sharu Prabhu）与英国的道格·斯科特（Doug Scott）、维克多·桑德斯（Victor Saunders）从南壁路线首次登顶。
1984年，意大利登山者乔治奥·科拉迪尼 (Giorgio Corradini) 和蒂齐亚诺·南努齐 (Tiziano Nannuzzi) 在尝试攀登北峰时遇难。